# Örlogsbasen i Sevastopol

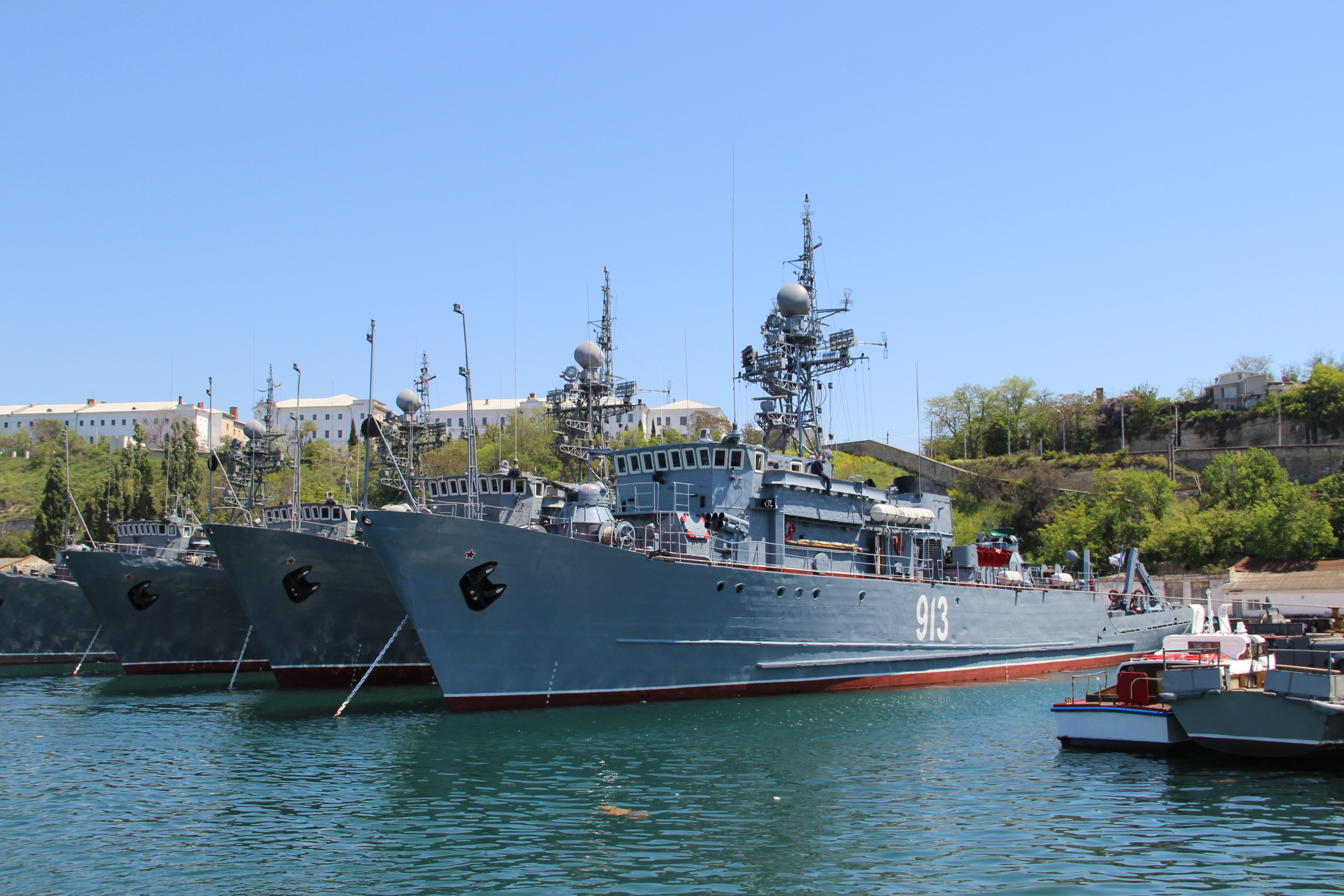
Ryska fartyg vid Sevastopols örlogsbas 2015.

Örlogsbasen i Sevastopol (ryska: Севастопольская военно-морская база; ukrainska: Севастопольська військово-морська база) är en örlogsbas som är belägen i Sevastopol, på den omtvistade halvön Krim. Basen tillhör Rysslands flotta och är huvudbas för Svartahavsflottan.